# Proteïnes amb caixa F
Les proteïnes amb caixa F (de l'anglès F-box proteins) són proteïnes que contenen almenys un motiu "caixa F", és a dir, un motiu estructural de prop de 50 aminoàcids que funciona d'intermediari en les interaccions proteïna-proteïna. La primera proteïna amb caixa F identificada és un dels tres components del denominat complex SCF, un intermediari en l'ubiquitinació de les proteïnes marcades per ser degradades en el proteasoma. Les caixes F existeixen comunament en les proteïnes juntament amb altres motius que promouen les interaccions proteïna-proteïna, com ara les repeticions riques en leucina. Les proteïnes amb caixa F també han estat associades amb funcions cel·lulars com ara la transducció de senyal i la regulació del cicle cel·lular. En les plantes, moltes proteïnes amb caixa F estan implicades en la regulació gènica.